# Jim Bridenstine
James Frederick Bridenstine, dit Jim Bridenstine, né le 15 juin 1975 à Ann Arbor (Michigan), est un homme politique américain. Membre du Parti républicain, il est élu de l'Oklahoma à la Chambre des représentants des États-Unis de 2013 à 2018, date à laquelle il devient administrateur de la NASA, à la suite de sa nomination par le président Donald Trump.

## Biographie

### Études et carrière professionnelle
Jim Bridenstine décroche un bachelor of arts de l'université Rice en 1998 et s'engage dans la United States Navy. Il est notamment pilote en Afghanistan et en Irak. Après la naissance de son premier enfant en 2006, il quitte l'armée.
De 2008 à 2010, il est directeur du musée de l'air et de l'espace et du planétarium de Tulsa. En 2009, il obtient un MBA de la Samuel Curtis Johnson Graduate School of Management de l'université Cornell. Il rejoint la réserve de l'armée l'année suivante.

### Représentant des États-Unis

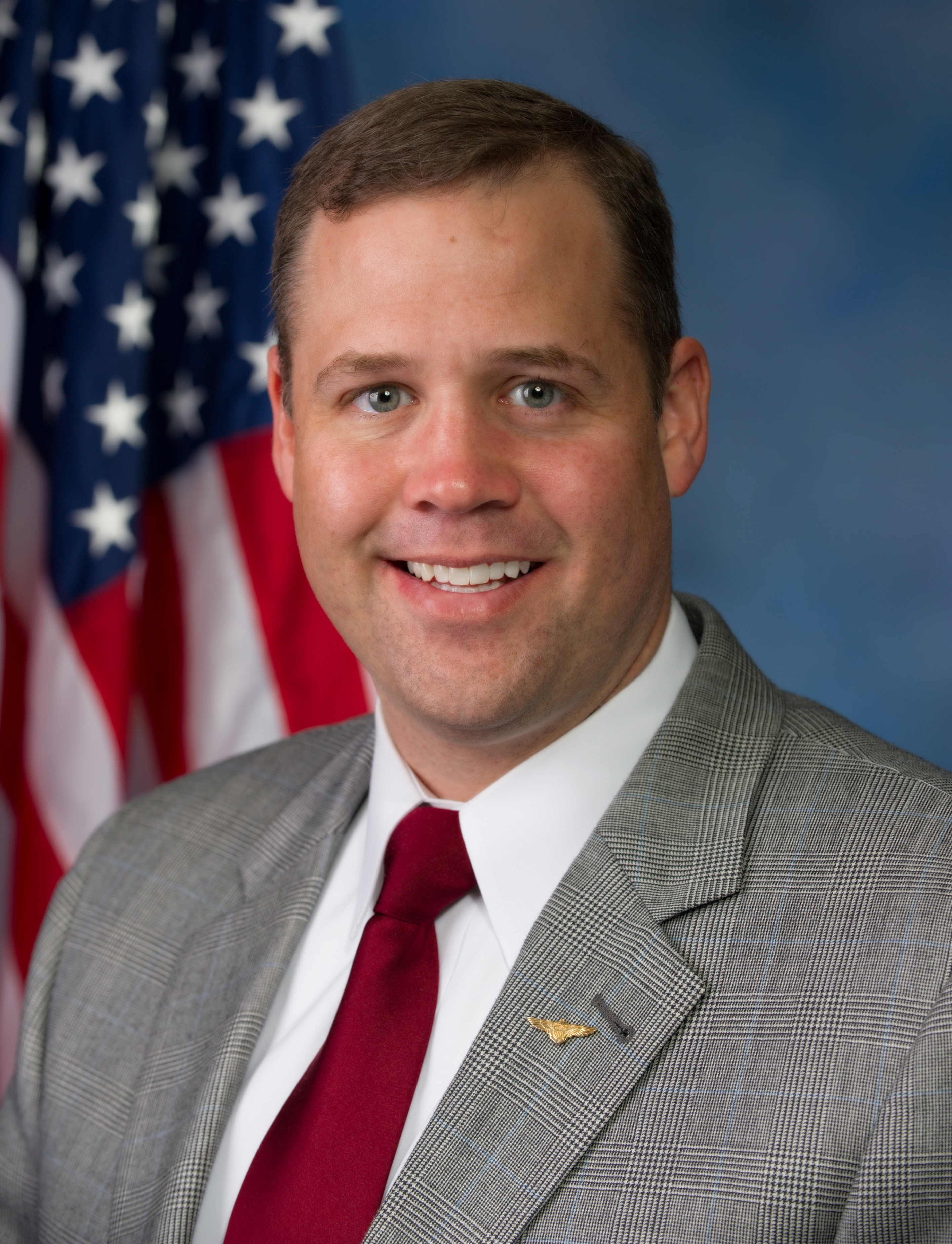
Portrait officiel de Bridenstine à la Chambre des représentants (2012).

Lors des élections de 2012, Jim Bridenstine est candidat à la Chambre des représentants des États-Unis dans le 1er district de l'Oklahoma, autour de Tulsa. Soutenu par le Tea Party, il remporte la primaire républicaine avec 54 % des suffrages en battant le représentant sortant John Sullivan (en),. Dans un district profondément républicain, il est élu représentant avec 63,5 % des voix devant le démocrate John Olson (32 %) et l'indépendant Craig Allen (4,5 %).
En 2014, plusieurs groupes conservateurs l'incitent à se présenter à la succession de Tom Coburn au Sénat. Il choisit cependant de se représenter à la Chambre des représentants,. Il est réélu sans opposition en novembre 2014 et en novembre 2016.

### Administrateur de la NASA

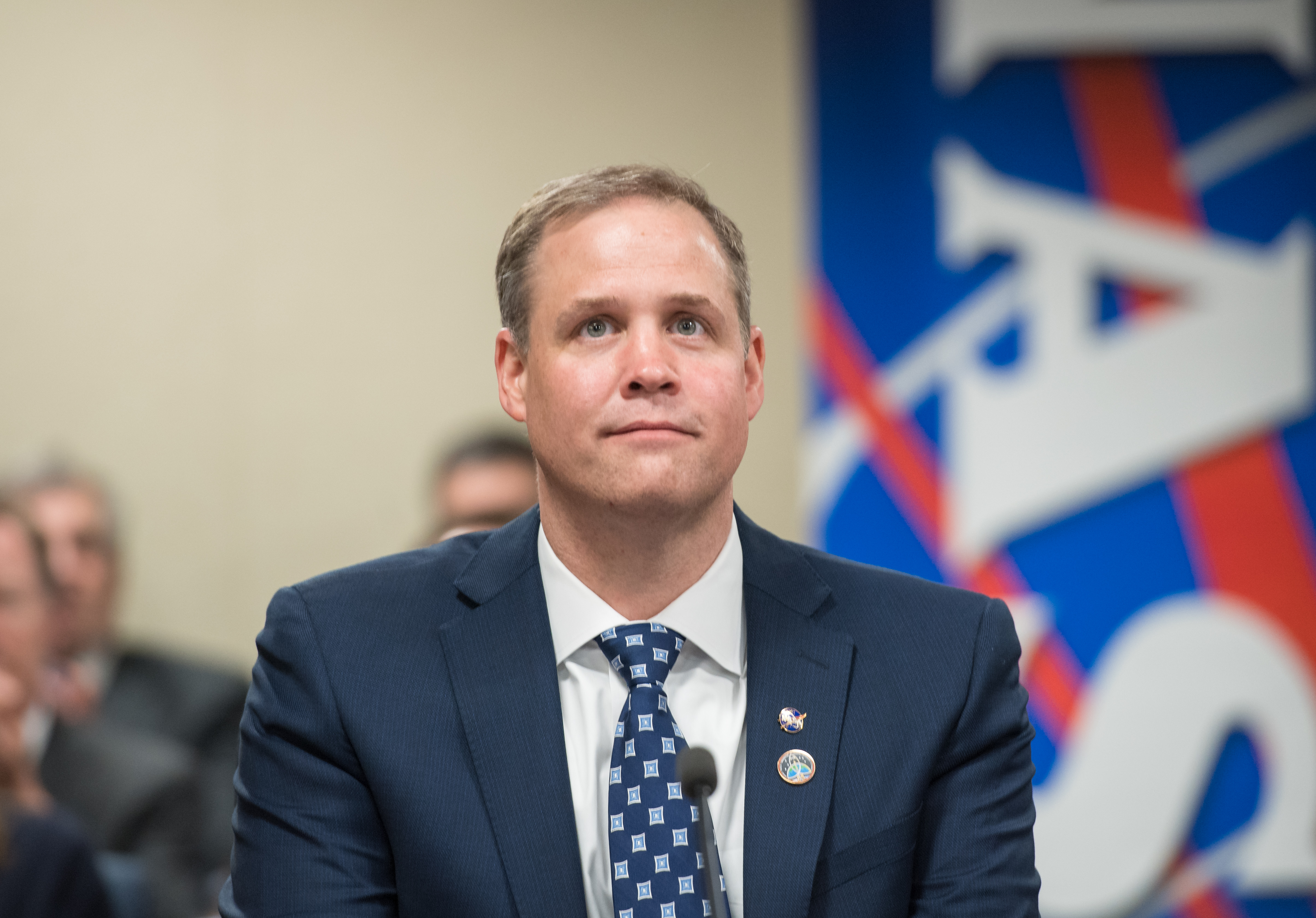
Bridenstine au siège de la NASA en avril 2018.

Le 1er septembre 2017, la Maison-Blanche annonce l'intention du président Donald Trump de nommer Jim Bridenstine administrateur de la NASA. Sa nomination est contestée par les démocrates, qui lui reprochent notamment d'être trop « politique », étant le premier élu nommé à ce poste (généralement occupé par des scientifiques ou des astronautes). Il est également critiqué pour ses positions remettant en cause le changement climatique. Durant ses auditions par le Sénat, il prend des positions plus modérées, affirmant par exemple que « bien sûr » l'homme contribue au changement climatique, même s'il n'est pas sa cause principale,. Sa nomination est approuvée par le comité idoine du Sénat le 8 novembre 2017 puis à nouveau le 18 janvier 2018, avant d'être finalement approuvée par le Sénat le 19 avril par 50 voix républicaines contre 49 voix démocrates.

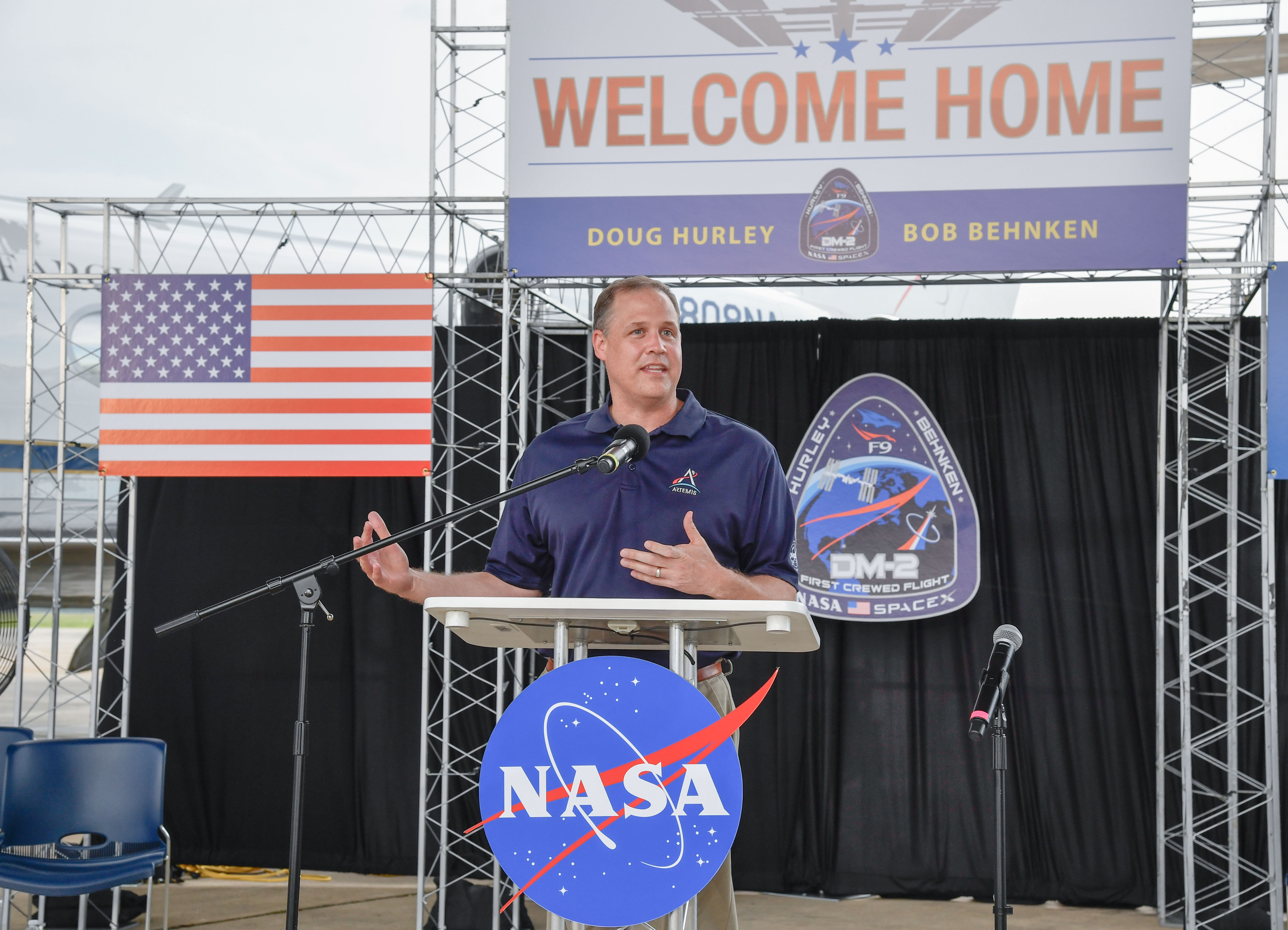
Bridenstine lors de la cérémonie de retour des astronautes de SpaceX Demo-2 en 2020.

Durant son mandat, Jim Bridenstine se montre moins clivant et partisan que prévu, maintenant la plupart des programmes de la NASA en matière d'environnement. En effet, une fois administrateur de la NASA, sa position sur le changement climatique évolue encore, puisqu'en mai 2018, il confirme penser que les humains sont la cause principale du changement climatique. À la tête de l'agence spatiale, il met en œuvre le programme InSight sur Mars et poursuit la préparation du programme Artemis, visant à envoyer de nouveau des humains sur la Lune d'ici 2024.
Après l'élection de Joe Biden à la présidence des États-Unis en 2020, Jim Bridenstine annonce son intention de quitter ses fonctions en janvier 2021 avec le départ de l'administration Trump. Il estime en effet que l'administrateur de la NASA « doit être une personne qui a la confiance de l'administration [Biden] ».

## Positions politiques
Jim Bridenstine est membre du Freedom Caucus, regroupant des élus de la droite du Parti républicain. En 2013 et 2015, il est un des rares républicains à voter contre John Boehner à la présidence de la Chambre des représentants.